# Schefflera palawanensis
Schefflera palawanensis är en araliaväxtart som beskrevs av Elmer Drew Merrill. Schefflera palawanensis ingår i släktet Schefflera och familjen araliaväxter. IUCN kategoriserar arten globalt som starkt hotad. Inga underarter finns listade.